# Колізей (Кривий Ріг)
Колізей — історичний театр та один із перших кінозалів у місті Кривий Ріг.

## Історія
Точна дата завершення будівництва не відома, але передбачається, що не пізніше 1909. Побудований частково за кошти земства, частково коштом баронеси Марії Ефруа.
З 1917 року у залі театру проходили всі міські, повітові та окружні радянські, партійні, профспілкові та комсомольські з'їзди, конференції та зльоти. У червні 1919 року, після проведених тут міських зборів молоді, 15 юнаків та дівчат вступили до лав ЛКСМУ та утворили першу комсомольську організацію міста.
На початку 1922 року театр перейменовано на Палац праці. 6 листопада 1922 року, внаслідок несправності димаря, будівля театру згоріла.
У листопаді 1931 року театр перейменовано на «Театр держдрами Кривбас» та став майданчиком для криворізького театру «Кривбас». У 1934 році трупу театру розпустили, театр приймав на гастролі різні колективи з республіканських столиць і обласних центрів СРСР.
Під час Великої Вітчизняної війни театр продовжував працювати.
1944 року будинок театру було зруйновано. У 1949—1954 роках на місці театру збудовано будівлю Криворізького міського театру драми та музичної комедії імені Т. р. Шевченка.

## Характеристика
Перша капітальна 3-поверхова цивільна будівля, побудована в стилі модерн, була однією з найкращих архітектурних споруд міста. Близько 30 років театр був центром мистецького та суспільного життя Кривого Рогу.
Зал для глядачів містив 500 осіб (близько 600 осіб разом з приставними стільцями).